# جزایر هابومای
جزایر هابومای (انگلیسی: Habomai Islands) یکی از جزایر مورد بحث در مناقشه جزایر کوریل است.